# Skënder Kamberi
Skënder Kamberi (ur. 2 lutego 1939 we Wlorze) – albański malarz.

## Życiorys
W roku 1960 ukończył naukę w liceum artystycznym Jordan Misja w Tiranie, pod kierunkiem Nexhmedina Zajmiego i Sadika Kaceliego. Pracą dyplomową był obraz olejny Punëtorët e ndërtimit (Robotnicy budowlani). W 1965 ukończył studia w Instytucie Sztuk w Tiranie. Pierwszą samodzielną wystawę prac Kamberiego zaprezentowano w 1965 w Domu Kultury we Wlorze. W latach 1965–2014 zorganizowano dziewięć indywidualnych wystaw prac Kamberiego - we Wlorze, Tiranie i w Ballshu. Należał do grona organizatorów liceum artystycznego we Wlorze. Od 1983 poświęcił się pracy w swojej pracowni. W latach 90. XX w. jego prace wystawiano we Włoszech, w Niemczech, we Francji i w Grecji.

## Twórczość
Dorobek artystyczny Kamberiego obejmuje głównie sceny rodzajowe i obrazy o tematyce historycznej. W 1971 namalował obraz Demostrata e bukës, 1942 (Protest chlebowy 1942) w konwencji ekspresjonistycznej, za który został poddany krytyce przez władze partyjne jako przykład ulegania wpływom zachodnioeuropejskim. Większość dzieł Kamberiego znajduje się w zbiorach Galerii Sztuki we Wlorze (53 prace) i w Narodowej Galerii Sztuki w Tiranie (34 prace).

## Nagrody i wyróżnienia
W 1967 Kamberi został przyjęty w poczet członków Ligi Pisarzy i Artystów Albanii. Czterokrotnie wyróżniany nagrodą państwową. W 1977 został uhonorowany orderem Naima Frashëriego. W 1979 otrzymał tytuł Zasłużonego Malarza (Piktor i Merituar), a w 1989 Malarza Ludu (Piktor i Popullit).